# Zweiter Osmanisch-Venezianischer Krieg (1463–1479)

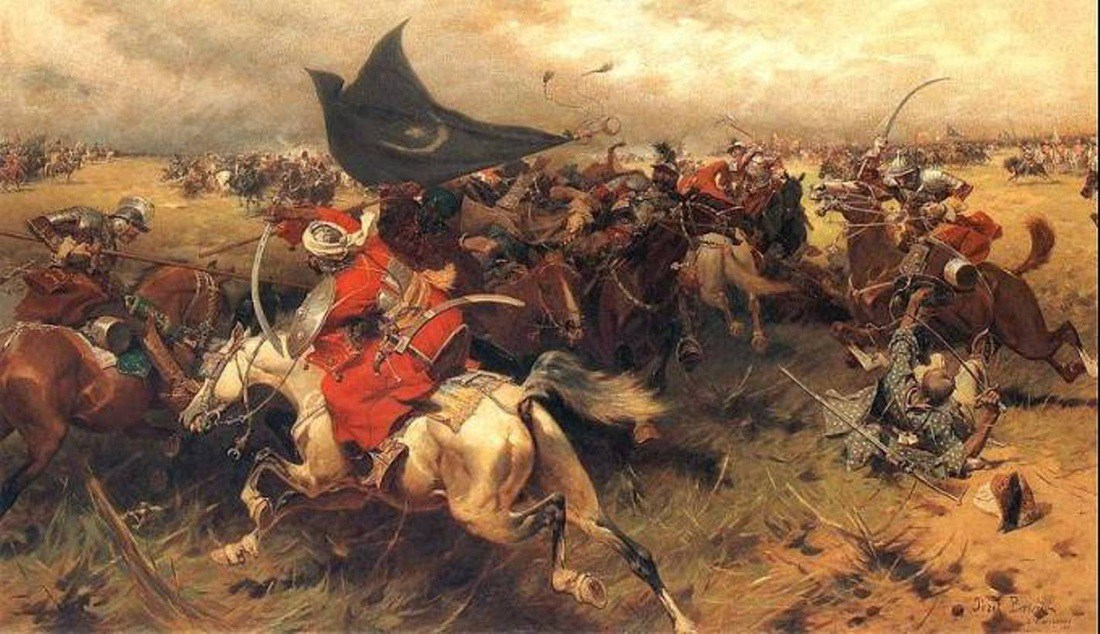
Osmanische Reiterei beim Angriff auf venezianische Truppen bei Patras.

Der Zweite Osmanisch-Venezianische Krieg (1463–1479), auch langer Türkenkrieg genannt, ereignete sich zwischen einem Bündnis rund um die Republik Venedig und Papst Pius II. und dem Osmanischen Reich, dabei versuchte das päpstliche Bündnis die rapide Expansion der Türken auf dem Balkan, deren Einflussgewinn im östlichen Mittelmeer sowie eine direkte Bedrohung Europas zu verhindern. Maßgeblicher Auslöser war der Fall Konstantinopels 1453. Der Krieg endete jedoch mit weiteren Gebietsgewinnen zugunsten der Osmanen.

## Vorgeschichte
Nach dem Ersten Osmanischen-Venezianischen Krieg (1423–1430) gelang es den Osmanen weiter zu expandieren und Teile von Südgriechenland sowie große Teile des Peloponnes zu erobern, davon sah besonders Venedig seine Besitzungen und seinen Einfluss an der griechischen Küste, in der Ägäis, sowie im Ionischen Meer und seine Handelsschiffe bedroht. Als schließlich 1453 Konstantinopel, die Hauptstadt des byzantinischen Reiches, fiel und beinahe sämtliche Gebiete des ehemaligen Reiches von den Türken besetzt wurden erhöhte dies die Spannungen weiter. Der damalige Papst und Vorgänger von Pius II., Calixt III. versuchte bereits ab 1454 zu einem Kreuzzug aufzurufen, verstrickte sich dann aber in Auseinandersetzungen mit Alfons I. und seinem Sohn Ferdinand I., Könige von Aragon und Neapel, welche erst 1558 endeten. Auch Pius II. verstrickte sich in politische Affären und Auseinandersetzungen, bis es ihm schließlich gelang 1463 Venedig und Ungarn zu einem Bündnis zu drängen dem auch Phillipp der Gute von Burgund angehörte. Kriegsziel war es die Osmanen vor allem auf dem Balkan zurückzudrängen und deren Besitzungen untereinander aufzuteilen.

## Verlauf
Der Plan des Bündnisses war es die Osmanen an zwei Fronten anzugreifen, eine venezianische Armee unter Alvise Loredan landete in Griechenland, während der ungarische König Matthias Corvinus in Bosnien einfiel.

### Feldzüge in Bosnien, Ägäis und Peloponnes, 1463–1477

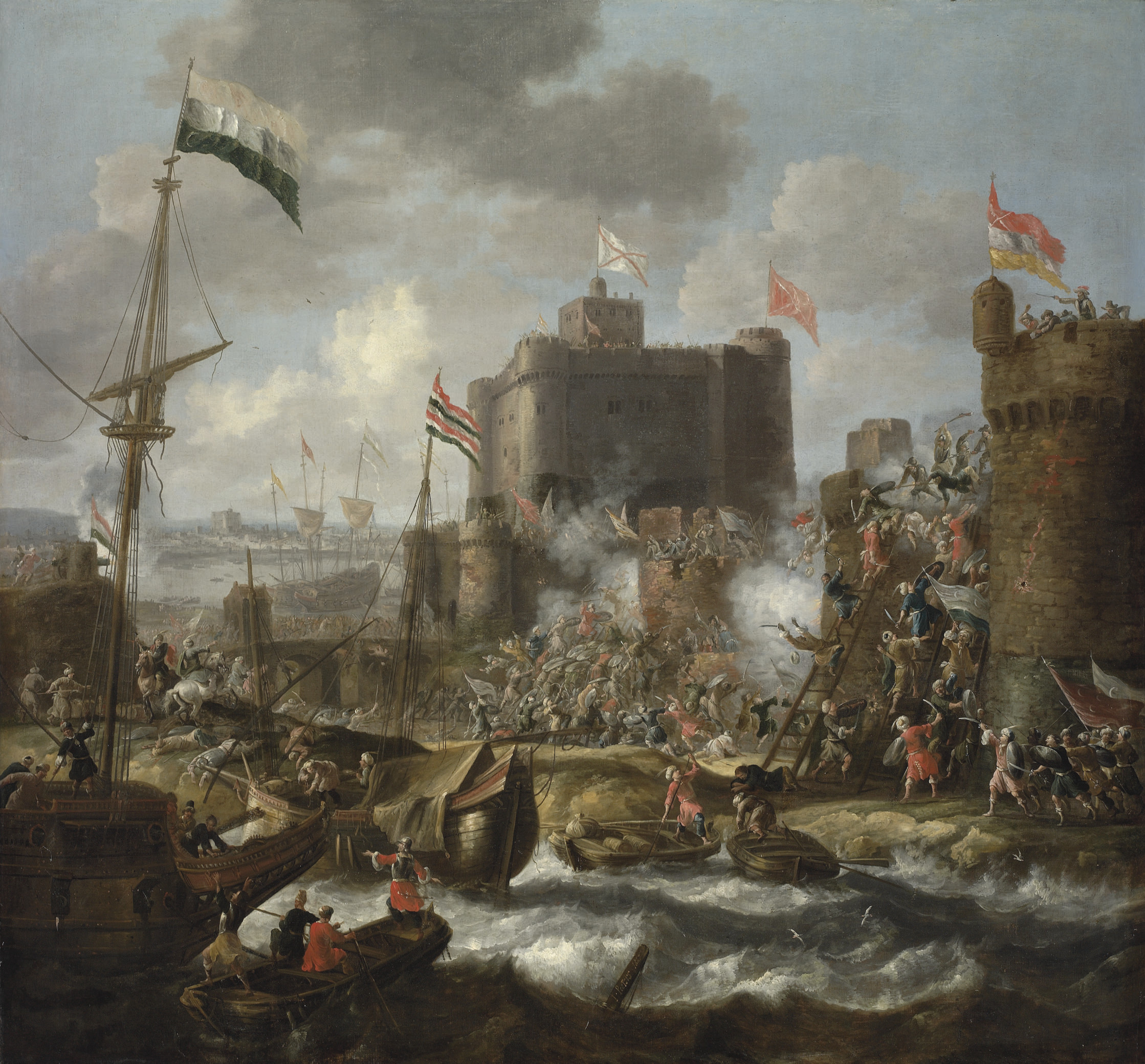
Osmanische Schiffe attackieren einen venezianische Stützpunkt bei den Dardanellen.

Bereits im August 1463 landete die venezianische Streitkraft in Griechenland und eroberten Argos, danach begann sie mit der Belagerung der für die Kontrolle des Peloponnes wichtigen Festung Akrokorinth, die Belagerung musste jedoch nach einer schweren Niederlage am 20. Oktober, gegen osmanische Entsatztruppen unter Ömer Bey abgebrochen werden. Die Venezianer zogen sich in Richtung Nauplia zurück. Zeitgleich eroberten die Ungarn in Bosnien bis zum 16. Dezember mehrere Städte und Festungen, darunter auch die bedeutende Stadt Jajce. Im nächsten Jahr reagierten die Osmanen, indem sie begannen venezianische Handels- und Kriegsschiffe vor den Dardanellen anzugreifen und Verstärkung nach Griechenland, sowie eine Armee unter der Führung von Sultan Mehmed II. höchstpersönlich nach Bosnien entsandten. Mithilfe der Verstärkung gelang es Ömer Bey im Frühling 1464 die von der Ruhr geschwächte venezianische Armee auszumanövrieren und in die See zu drängen, woraufhin diese gezwungen war den Peloponnes zu verlassen. Daraufhin fielen fast sämtliche von Venedig eroberte Städte und deren Besitzungen in Griechenland. Der Armee unter Mehmed II. gelang es jedoch nicht Jajce von Matthias Corvinus zurückzuerobern.

#### Kriegsaustritt Ungarns 1464
Der Tod von Papst Pius II. am 15. August 1464 in Ancona bedeutete jedoch das Ende des Kreuzzuges und des Bündnisses. Den Osmanen gelang es einen Friedensvertrag auszuhandeln, womit Ungarn mit Gebietsgewinnen in Bosnien aus dem Krieg austrat. Für Venedig jedoch wäre der endgültige Verlust ihrer Besitzungen in Griechenland ein herber Rückschlag gewesen und so entschieden sie sich dazu eine erneute Offensive auf dem Peloponnes zu starten, um die verlorenen Gebiete zurückzugewinnen, anstatt ebenfalls aus dem Krieg auszutreten.

#### Weiterer Kriegsverlauf in Griechenland
Im Spätsommer 1464 landete erneut ein venezianisches Kontingent unter Sigismondo Malatesta in Griechenland, obwohl die Venezianer ohne Unterstützung ihrer ehemals Verbündeten geschwächt waren, gelang es ihnen einige Stützpunkte zurückzuerobern. Schließlich entstand durch die zunehmend schlechtere Versorgung der Osmanen, die vom Land lebten und der zahlenmäßigen Unterlegenheit der Venezianer eine Patt Situation, welche hauptsächlich von kleineren Scharmützeln, Plünderungen und Überfällen geprägt war. In der Ägäis versuchten die Venetianer nach Erfolgen vor den Dardanellen die Insel Lesbos mehrmals einzunehmen, wobei sie aber scheiterten und sich deswegen wieder vor die Dardanellen zurückzogen. Im gesamten Jahr 1465 gab es keine nennenswerten Ereignisse es herrschte weiterhin eine Patt Situation, Friedensverhandlungen brachten keinerlei Ergebnisse ein.

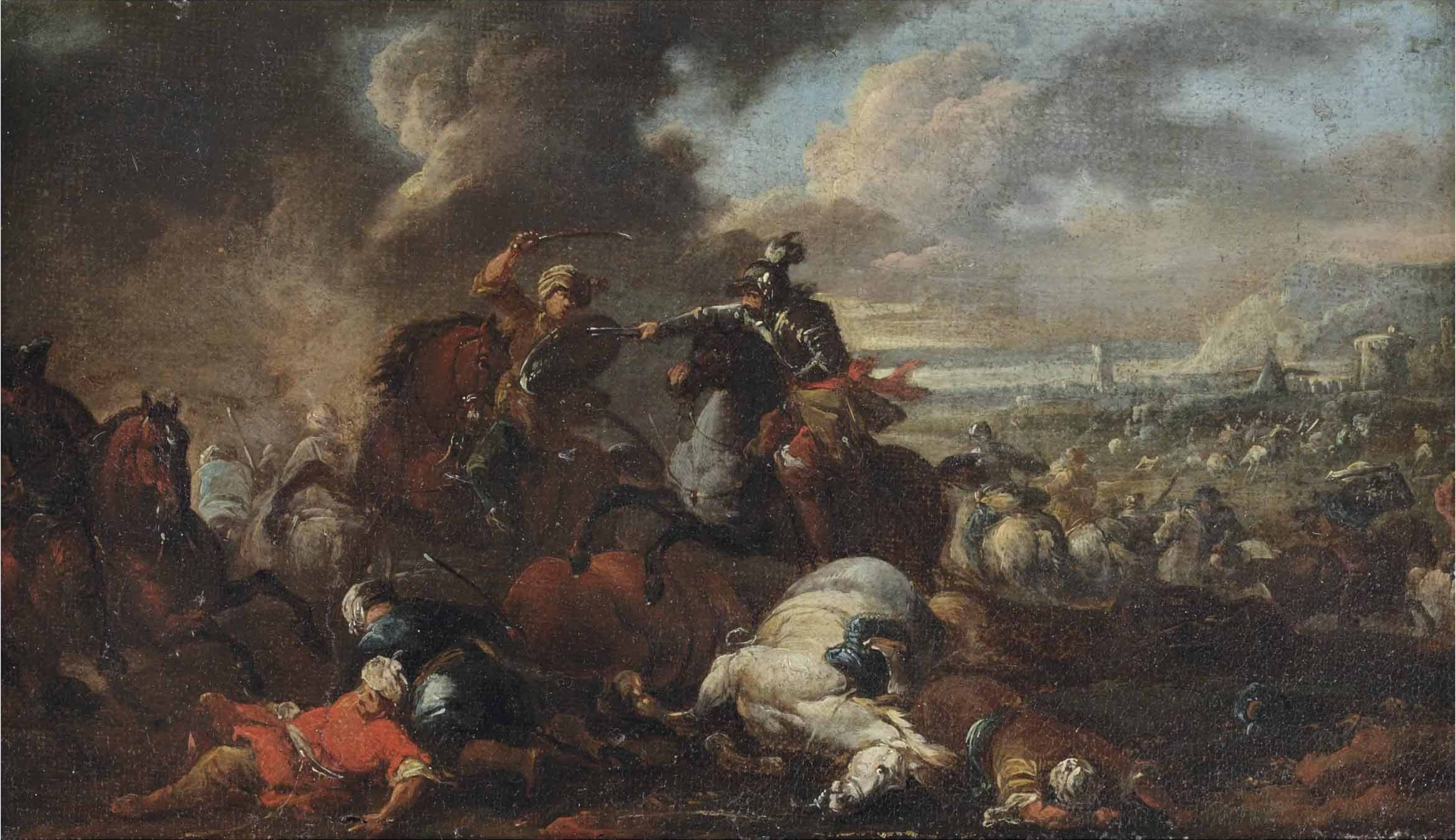
Ein Scharmützel auf dem Peloponnes 1468 zwischen venezianischen Rittern und osmanischen Reitern. Leichte, meist ergebnislose Überfälle und Plünderungen waren hier an der Tagesordnung.

Im April 1466 ersetzte Vettore Cappello, Loredan als Kommandant der venezianischen Flotte, woraufhin die Kriegsanstrengungen Venedigs wieder an Fahrt gewannen. Die Flotte eroberte die ägäischen Inseln Imbros, Thasos und Samothrake und segelte dann in den Saronischen Golf. Am 12. Juli landete Cappello in Piräus und marschierte gegen Athen, die wichtigste regionale Basis der Osmanen. Parallel dazu belagerte eine weitere Streitkraft Patras. Er konnte jedoch Athen nicht einnehmen und begann sich in Richtung Patras zurückzuziehen. Dort wurde die venezianische Streitkraft von der osmanischen Kavallerie überrascht und erlitt schwere Verluste, wonach sie sich nach Euböa zurückzog. Im Dezember 1466 suchte Venedig um Frieden auf der Grundlage des status quo nach, was Mehmet II. ablehnte. Der Krieg wurde daher fortgesetzt. Venezianische Streitkräfte unter Nicolò da Canale griffen Enez an, plünderten die Stadt, brannten sie nieder und entführte einen Teil der Einwohner, was Mehmet II. mit einem Angriff auf Negroponte (Euböa) beantwortete. 1470 wurden Stadt und Insel erobert, der männliche Teil der Überlebenden getötet und die Frauen versklavt. Damit war eine der reichsten Besitzungen Venedigs in der Levante verloren, die die Venezianer, zusammen mit Kreta, Modon und Koron, als das „rechte Auge und die rechte Hand“ des venezianischen Staats bezeichneten. Im Jahr 1472 wurde eine venezianische Flotte unter dem Befehl von Piero Mocenigo, verstärkt durch Kontingente von König Ferrante I. von Neapel, des Malteserordens und des Papstes gegen Antalya und Izmir gesandt, die außer reicher Beute keinen Erfolg brachten. 1475 wurde ein weiteres Friedensangebot der Venezianer zurückgewiesen. In den folgenden Jahren kam der Krieg in der Levante zur Ruhe. Mehmet II. unternahm Kriegszüge zur Sicherung der osmanischen Herrschaft über das Schwarze Meer und zur Eroberung der dortigen genuesischen Niederlassungen. 1477 entflammte der bisher parallel Geführte Krieg auf dem albanischen Kriegsschauplatz erneut.

### Feldzüge in Albanien, 1466–1479
Albanien war von Seiten des christlichen Bündnisses mit Unterstützung albanischer Führer wie Skanderbeg und Leka Dukagjin als Aufmarschgebiet für die Kontingente der italienischen Staaten, neben Venedig vor allem die des Königreichs Neapel, vorgesehen worden. Zankapfel zwischen Venedig und dem Osmanischen Reich war das sogenannte Venezianische Albanien. Dieses Territorium war von den Venezianern um die Wende vom 14. zum 15. Jahrhundert von den dortigen Machthabern erworben worden, als diese bereits dem Osmanischen Reich tributpflichtig geworden waren. Die Venezianer akzeptierten die Tributpflicht, legten aber Wert darauf, nicht selbst diesen Tribut zu zahlen, sondern dies durch die örtlichen Gemeinschaften erledigen zu lassen. Nach dem Tod von Papst Pius II. kurz nach Ausbruch des Krieges waren aber Venedig und seine albanischen Verbündeten auf sich gestellt. Die Offensivpläne für den albanischen Raum waren damit gescheitert und Venedig befand sich danach in der Defensive.

#### Osmanische Offensiven
Gegen eine Offensive Mehmets II. 1466 konnten zwar Kruja und Durazzo von den Venezianern und ihren Verbündeten gehalten werden, Albanien wurde aber von den Truppen der Osmanen derart verwüstet, dass sämtliche Ressourcen, die den Widerstand unterstützten, weggefallen waren. Weiterhin führte die Errichtung der Festung Elbasan, die zum Zentrum eines osmanischen Sandschaks wurde, dazu, dass den albanischen Verbündeten Venedigs die Basis ihrer Herrschaft verloren ging und Venedig die Hauptlast der Verteidigung zu tragen hatte. 1467 ging, nachdem Skanderbeg seine lokale Machtbasis vollständig verloren hatte, die Burg Kruja in alleinigen venezianischen Besitz über. Im Januar 1468 starb Skanderbeg. In der Folgezeit unterstellten fast alle albanischen Herren in Nord- und Mittelalbanien ihre Herrschaften Venedig und suchten in der Lagunenstadt Zuflucht. Ein osmanischer Angriff gegen Skutari 1474 scheiterte mit schweren Verlusten. Die Ernte konnte nicht eingebracht werden, woraus sich eine Nahrungsmittelknappheit ergab. 1477 scheiterte ein venezianischer Versuch, die belagerte Festung Kruja zu entsetzen, in einer militärischen Katastrophe. 1478 fiel die Festung in die Hände der Osmanen. 1478 erschien Mehmet II. selbst mit einer gewaltigen Streitmacht vor dem neu befestigten Skutari. Das ungenügend befestigte Alessio wurde von den Venezianern evakuiert und noch währenddessen von den Osmanen erobert, die Einwohner, deren die Eroberer habhaft werden konnten, wurden niedergemacht. Nach einem ununterbrochenen Artilleriebombardement auf Skutari vom 21. Juni bis 27. Juli 1478 und zwei gescheiterten Sturmangriffen auf die Stadt gab Mehmet II. den Versuch die Stadt zu erstürmen auf. Stattdessen sollte die Stadt umzingelt und ausgehungert werden. Der Beylerbey von Anadolu Mesih Pascha, ein konvertierter Abkömmling der byzantinischen Dynastie der Palaiologen, eroberte die Stadt Drivasto, deren Einwohner großenteils aus Romanen bestanden. Die Überlebenden wurden hingerichtet. Die Bewohner dieser Stadt und ihre Patrizier hatten den lokalen Widerstand gegen die Osmanen maßgeblich organisiert und angeführt. Mit der Eroberung wurde die Stadtgemeinde physisch ausgelöscht. Die Belagerung und der Beschuss von Skutari wurde bis zur Winterpause weitergeführt.

#### Letzte Kriegsbemühungen Venedigs
Pläne für einen Entsatz von Skutari durch Sicherung eines Wasserwegs über den Drin und den Abfluss des Skutarisees durch die venezianische Flotte oder durch Entsendung einer Streitmacht von Söldnern (6000 Reiter und 8000 Infanteristen) sowie einem lokalen Aufgebot wurden aufgegeben. Venedig war erschöpft. In der Stadt wütete die Pest. Osmanische Streifscharen waren im Friaul eingefallen und es mangelte an Geld. Am 25. Januar unterzeichnete schließlich das finanziell stark beeinträchtigte und kriegsmüde Venedig nach 16 Jahren Krieg den Vertrag von Konstantinopel. Die überlebenden Einwohner von Skutari, das den Osmanen übergeben wurde, wählten die Auswanderung nach Venedig.

### Osmanische Einfälle und Plünderungen im Venezianischen Hinterland
Während des Krieges drangen osmanische Akıncı, leichte Kavallerieverbände, auch bezeichnend als Renner und Brenner bekannt, vermehrt ins Venezianische Hinterland und bis an den Isonzo und in das Friaul vor. Dort verwüsteten sie das venezianische Umland.
1467 bis 1471 litten besonders Küstenstädte in Dalmatien, wie Spalato unter den Plünderungen, bevor die osmanischen Brandschatzer ab 1469 auch vermehrt in das venezianische Hinterland direkt um die Stadt vordrangen.
Diese Überfälle dauerten bis 1477 an und belasteten Venedig sehr, da viele Handelswege aus und in die Stadt hinein blockiert wurden. Besonders für Venedig, das fast vollständig auf Einnahmen durch Handel angewiesen war, bedeutete dies eine schwere Belastung.

## Folgen
Im Vertrag von Konstantinopel trat Venedig Euböa (Negroponte), Lemnos und Albania Veneta an die Osmanen ab, behielt aber Dulcigno, Antivari und Durazzo als Enklaven. Sie bezahlten 100.000 Dukaten Reparationen und stimmten einem Tribut von rund 10.000 Dukaten pro Jahr zu, um Handelsprivilegien im Schwarzen Meer zu erhalten. Venedig wurde durch den Krieg extrem geschwächt. Diese Umstände führten zu erneuten Spannungen und somit auch zum Dritten Osmanisch-Venezianischer Krieg (1499–1503).